# District de Bruck an der Mur
Le district de Bruck an der Mur est une ancienne subdivision territoriale du land de Styrie en Autriche qui a été fusionnée avec le district de Mürzzuschlag le 1er janvier 2013 pour former le nouveau district de Bruck-Mürzzuschlag. Son chef-lieu était Bruck an der Mur.

## Géographie

### Lieux administratifs voisins
| District de Scheibbs (Basse-Autriche) | District de Lilienfeld (Basse-Autriche) |                          |
| District de Liezen                    |                                         | District de Mürzzuschlag |
| District de Leoben                    | District de Graz-Umgebung               | District de Weiz         |

## Communes
Le district de Bruck an der Mur était subdivisé en 21 communes :
- Aflenz Kurort
- Aflenz Land
- Breitenau am Hochlantsch
- Bruck an der Mur
- Etmissl
- Frauenberg
- Gusswerk
- Halltal
- Kapfenberg
- Mariazell
- Oberaich
- Parschlug
- Pernegg an der Mur
- Sankt Ilgen
- Sankt Katharein an der Laming
- Sankt Lorenzen im Mürztal
- Sankt Marein im Mürztal
- Sankt Sebastian
- Thörl
- Tragöss
- Turnau